# Epirosomella loebli
Epirosomella loebli är en mångfotingart som beskrevs av Pius Strasser 1976. Epirosomella loebli ingår i släktet Epirosomella och familjen Neoatractosomatidae. Inga underarter finns listade i Catalogue of Life.